# Veikkausliiga (2025)
Ten artykuł dotyczy trwającego lub niedawnego wydarzenia sportowego. Informacje w nim zamieszczone mogą się zmienić lub zdezaktualizować wraz z postępem zdarzenia. Początkowe doniesienia, wyniki lub statystyki mogą być niepewne. Ostatnie aktualizacje do tego artykułu mogą nie odzwierciedlać najbardziej aktualnych informacji.
Veikkausliiga (2025) była 95. edycją najwyższej klasy rozgrywkowej piłki nożnej w Finlandii.
Bierze w niej udział 12 drużyn, które w okresie od 5 kwietnia do października 2025 rozegrają w dwóch rundach 32 kolejek meczów.
Sezon zakończy baraż o utrzymanie w Veikkausliiga. Obrońcą tytułu jest KuPS Kuopio.

## Drużyny
| Uczestnicy poprzedniej edycji                                                                                 | Uczestnicy poprzedniej edycji | Uczestnicy poprzedniej edycji | Uczestnicy poprzedniej edycji |
| --- | ----------------------------- | ----------------------------- | ----------------------------- |
| KUO | KuPS Kuopio                   | 1                             |                               |
| TIL | Tampereen Ilves               | 2                             |                               |
| HJK | HJK Helsinki                  | 3                             |                               |
| SJK | Seinäjoen JK                  | 4                             |                               |
| VPS | Vaasan Palloseura             | 5                             |                               |
| HAK | FC Haka                       | 6                             |                               |
| TUR | Inter Turku                   | 7                             |                               |
| GNI | IF Gnistan                    | 8                             |                               |
| OUL | AC Oulu                       | 9                             |                               |
| MAR | IFK Mariehamn                 | 10                            |                               |
| Awans z Ykkönen                                                                                               |                               |                               |                               |
| KTP | FC KTP                        | 1                             |                               |
| po barażach                                                                                                   |                               |                               |                               |
| JAR | FF Jaro                       | 2                             |                               |
| Oznaczenia: - kolumna pierwsza – skróty nazw drużyn, - kolumna trzecia – miejsce zajęte w poprzednim sezonie. |                               |                               |                               |

## Faza zasadnicza
| Lp. | Drużyna           | M  | Z  | R | P  | B+ | B– | +/– | Pkt | Kwalifikacja      |  | INT    | KPS    | ILV | HJK    | SJK    | GNI | VPS    | JAR    | MAR    | HAK    | OUL    | KTP    |
| --- | ----------------- | -- | -- | - | -- | -- | -- | --- | --- | ----------------- |  | ------ | ------ | --- | ------ | ------ | --- | ------ | ------ | ------ | ------ | ------ | ------ |
| 1   | Inter Turku       | 20 | 12 | 7 | 1  | 44 | 18 | +26 | 43  | grupa mistrzowska |  |        | 1–1    | 3–1 | 1–1    | 4–1    | 3–0 | 31 sie | 3–1    | 0–0    | 1–1    | 3–2    | 5–0    |
| 2   | KuPS Kuopio       | 20 | 12 | 4 | 4  | 35 | 21 | +14 | 40  | grupa mistrzowska |  | 2–1    |        | 0–3 | 3–0    | 1–0    | 6–2 | 0–2    | 1–0    | 4–1    | 3–2    | 1–0    | 3–0    |
| 3   | Tampereen Ilves   | 20 | 12 | 3 | 5  | 44 | 26 | +18 | 39  | grupa mistrzowska |  | 23 sie | 3–0    |     | 3–2    | 2–3    | 2–2 | 3–2    | 2–1    | 31 sie | 3–2    | 0–0    | 2–1    |
| 4   | HJK Helsinki      | 20 | 12 | 2 | 6  | 47 | 26 | +21 | 38  | grupa mistrzowska |  | 1–4    | 0–0    | 5–1 |        | 4–2    | 0–1 | 3–1    | 2–3    | 24 sie | 3–1    | 3–1    | 4–1    |
| 5   | Seinäjoen JK      | 20 | 11 | 4 | 5  | 41 | 28 | +13 | 37  | grupa mistrzowska |  | 0–1    | 31 sie | 1–1 | 1–0    |        | 3–1 | 2–3    | 3–1    | 4–1    | 2–2    | 3–1    | 3–0    |
| 6   | IF Gnistan        | 20 | 6  | 7 | 7  | 30 | 35 | −5  | 25  | grupa mistrzowska |  | 2–2    | 1–2    | 0–2 | 2–4    | 2–2    |     | 0–0    | 31 sie | 2–0    | 2–0    | 23 sie | 2–1    |
| 7   | Vaasan Palloseura | 20 | 5  | 7 | 8  | 28 | 30 | −2  | 22  | grupa spadkowa    |  | 0–2    | 1–1    | 1–0 | 0–2    | 1–2    | 0–0 |        | 0–0    | 1–1    | 1–2    | 4–3    | 22 sie |
| 8   | Jaro              | 20 | 6  | 4 | 10 | 22 | 32 | −10 | 22  | grupa spadkowa    |  | 0–1    | 23 sie | 0–1 | 0–3    | 0–4    | 1–1 | 2–2    |        | 1–1    | 2–1    | 2–1    | 2–3    |
| 9   | IFK Mariehamn     | 20 | 5  | 6 | 9  | 22 | 38 | −16 | 21  | grupa spadkowa    |  | 2–2    | 1–0    | 3–2 | 0–4    | 1–2    | 2–5 | 1–5    | 0–2    |        | 1–1    | 0–1    | 3–0    |
| 10  | FC Haka           | 20 | 4  | 4 | 12 | 23 | 37 | −14 | 16  | grupa spadkowa    |  | 0–2    | 1–3    | 0–4 | 1–2    | 25 sie | 3–2 | 2–1    | 0–1    | 0–1    |        | 2–1    | 2–3    |
| 11  | AC Oulu           | 20 | 4  | 3 | 13 | 25 | 43 | −18 | 15  | grupa spadkowa    |  | 1–4    | 2–2    | 0–4 | 0–4    | 2–2    | 2–3 | 2–1    | 0–1    | 0–1    | 31 sie |        | 3–2    |
| 12  | KTP               | 20 | 3  | 5 | 12 | 21 | 48 | −27 | 14  | grupa spadkowa    |  | 2–2    | 0–2    | 0–5 | 31 sie | 0–1    | 0–0 | 2–2    | 3–2    | 2–2    | 0–0    | 1–3    |        |

## Najlepsi strzelcy
| Bramki | Strzelcy           | Drużyna           |
| ------ | ------------------ | ----------------- |
| 12     | Kasper Paananen    | Seinäjoen JK      |
| 11     | Kerfala Cissoko    | Jaro              |
| 9      | Teemu Pukki        | HJK Helsinki      |
| 9      | Alexander Ring     | HJK Helsinki      |
| 8      | Maissa Fall        | Vaasan Palloseura |
| 8      | Mohamed Toure      | KuPS Kuopio       |
| 7      | Santeri Hostikka   | HJK Helsinki      |
| 7      | Rasmus Karjalainen | Seinäjoen JK      |
| 7      | Dimitri Legbo      | Inter Turku       |

Stan na 2024-08-18. Źródło: .

## Stadiony
| IF Gnistan        |
| ----------------- |
| Mustapekka Areena |
| Pojemność: 1100   |
|                   |

| HJK Helsinki      |
| ----------------- |
| Bolt Arena        |
| Pojemność: 10 770 |
|                   |

| FC Haka         |
| --------------- |
| Tehtaan kenttä  |
| Pojemność: 3516 |
|                 |

| IFK Mariehamn        |
| -------------------- |
| Wiklöf Holding Arena |
| Pojemność: 4000      |
|                      |

| Tampereen Ilves   |
| ----------------- |
| Ratinan Stadion   |
| Pojemność: 16 800 |
|                   |

| Inter Turku     |
| --------------- |
| Veritas Stadion |
| Pojemność: 9400 |
|                 |

| Jaro            |
| --------------- |
| Veritas Stadion |
| Pojemność: 3000 |
|                 |

| KTP               |
| ----------------- |
| Arto Tolsa Areena |
| Pojemność: 4780   |
|                   |

| KuPS Koupio     |
| --------------- |
| Magnum Areena   |
| Pojemność: 4700 |
|                 |

| AC Oulu         |
| --------------- |
| Raatin Stadion  |
| Pojemność: 4392 |
|                 |

| Seinäjoen JK    |
| --------------- |
| OmaSP Stadion   |
| Pojemność: 5817 |
|                 |

| Vaasan Palloseura |
| ----------------- |
| Elisa Stadion     |
| Pojemność: 6000   |
|                   |

Źródło: .